# Ober-Scharbach
Ober-Scharbach, ehemals Siedlung mit eigener Gemarkung, ist heute Teil des Ortsteils Scharbach der Gemeinde Grasellenbach im südhessischen Landkreis Bergstraße.

## Geographische Lage
Ober-Scharbach liegt im oberen Talabschnitt des gleichnamigen Baches, einem rechten westlichen Seitental des Ulfenbachs im Odenwald und besteht im Kern aus verstreut liegenden großen landwirtschaftlichen Gehöften, zwischen denen einige Wohnbebauung entstanden ist.

## Geschichte

### Von den Anfängen bis zum 18. Jahrhundert
Ober-Scharbach entstand im Gebiet der ehemaligen Mark Heppenheim die ein Verwaltungsbezirk des Frankenreichs bezeichnete. Am 20. Januar 773 schenkte Karl der Große die Stadt Heppenheim nebst dem zugehörigen Bezirk, der ausgedehnten Mark Heppenheim, dem Reichskloster Lorsch. Von hier wurde die Urbarmachung und Besiedlung des Gebietes betrieben. Der Blütezeit des Klosters Lorsch, in dessen Gebiet Ober-Scharbach lag, folgte im 11. und 12. Jahrhundert sein Niedergang. 1232 wurde Lorsch dem Erzbistum Mainz unterstellt. Nach langen Streitigkeiten konnten sich die Kurpfalz und das Erzbistum Mainz Anfang des 14. Jahrhunderts über das Erbe aus dem Lorscher Abtei einigen, wobei die pfälzer Teile, darunter auch Scharbach, durch die „Amtsvogtei Lindenfels“ verwaltet wurden.
Die früheste bekannte Erwähnung als Scharpach erfolgte 1359, als Pfalzgraf Ruprecht I. den Verkauf von Wahlen (Waldau), Scharbach (Scharpach) und Gras-Ellenbach (Ellenbach) durch Hartmud von Cronberg an Rudolf von Beckingen bewilligt. Im
Aus dem 14. und 15. Jahrhundert sind weitere Lehensbriefe überliefert:
- 1389–1400: belehnt Pfalzgraf Ruprecht II. die Schenken Hans und Eberhard von Erbach mit Scharpache.
- 1423: verkaufen die Kreisen von Lindenfels ihren Anteil an die Kurpfalz.
- 1443: belehnte Pfalzgraf Ludwig IV. die Schenken Konrad, Philipp und Otto von Erbach mit Scharpach.
- 1509: trat Schenk Eberhard von Erbach seine Rechte an Scharbach und anderen Orten an den Pfalzgrafen ab. Nachdem am 29. September 1414 Pfalzgraf Ludwig III. dem Schenk Eberhard VII. von der Fürstenauer Linie den Zehnten zu Erlenbach und die Dörfer Siegelsbrunn, Ludewisches und sein Teil an Scharbach (Siedelsbrunn und Lauten-Weschnitz) mit Gericht Vogtei und anderem Zubehör zum Mannlehen verliehen hatte, wurde dieses Lehen, 1509 an Kurpfalz, gegen das Dorf Hetzbach bei Beerfelden zurückgetauscht.
- 1532: belehnte Pfalzgraf Ludwig V. noch einmal ein Viertel von Scharbach an die Schenken von Erbach, dieses Lehen wurde aber 1561 im Rahmen eines Gebietstausches, durch den auch die Neue Zent entstand, zurückgegeben.

Da im Jahr 1568 die Namensform Nieder-Scharbach belegt ist, muss spätestens zur gleichen Zeit auch Ober-Scharbach als eigenes Dorf existiert haben.
Aus dem Jahr 1568 wird dann berichtet, dass Ober-Scharbach und Affolterbach ein Halbgericht bilden, dessen Oberhof das Eicher Zentgericht (identisch mit der Hammelbacher Zent) ist. Vom Zehnten beziehen jetzt zwei Drittel die kurpfälzische Hofkammer und ein Drittel der Probst des ehemaligen Klosters Lorsch.
In den Anfängen der Reformation sympathisierten die pfälzischen Herrscher offen mit dem lutherischen Glauben, aber erst unter Ottheinrich (Kurfürst von 1556 bis 1559) erfolgte der offizielle Übergang zur lutherischen Lehre. Danach wechselten seine Nachfolger und gezwungenermaßen auch die Bevölkerung mehrfach zwischen der lutherischen, reformierten und calvinistischen Religion. Für 1568 und 1613 ist Ober-Scharbach als Filialdorf der reformierten Pfarrei Waldmichelbach belegt.
Weitere Belege über Ober-Scharbach ergeben für das Jahr 1613, dass der Ort sieben Huben, sechs Hausgesesse und an Leibeigenen vier Männer und fünf Frauen hatte.
Am Ende des Dreißigjährigen Kriegs (1648) dürfte der Ort wie viele Gebiete der Kurpfalz fast menschenleer gewesen sein. Nach dem verheerenden Krieg betrieb die Kurpfalz auf ihrem Gebiet eine durch religiöse Toleranz geprägte Wiederansiedlungspolitik. Doch die in der unruhigen Folgezeit ausbrechenden Kriege wie der Pfälzische Erbfolgekrieg (1688–1697) und der Spanische Erbfolgekrieg (1701–1714) machte viele der Bemühungen wieder zunichte und Zehntausende Pfälzer emigrierten u. a. nach Nordamerika und Preußen.
Auch in religiöser Hinsicht war die Zeit nach dem Dreißigjährigen Krieg von großer Unruhe geprägt. 1685 starb die reformierte Linie Pfalz-Simmern aus und die katholischen Vettern der Linie Pfalz-Neuburg traten mit Kurfürst Philipp Wilhelm die Regierung in der Kurpfalz an. Dieser ordnete die Gleichstellung des katholischen Glaubens, in der mehrheitlich evangelischen bevölkerten Pfalz, an. Schon während des Pfälzischen Erbfolgekriegs hatte Frankreich versucht in den eroberten Gebieten die Gegenreformation voranzutreiben und etliche katholische Pfarreien gegründet. Der Krieg endete 1697 mit dem Frieden von Rijswijk, der die Stellung des zu diesem Zeitpunkt regierenden katholischen Kurfürsten Johann Wilhelm stärkte. Dies führte am 26. Oktober 1698 zum Erlass des Simultaneum. Danach waren die Katholiken berechtigt alle reformierten Einrichtungen wie Kirchen, Schulen und Friedhöfe mitzunutzen, während dies umgekehrt nicht erlaubt wurde. Weiterhin wurde die bis dahin selbständige reformierte Kirchenverwaltung dem Landesherren unterstellt. Erst auf Betreiben Preußens kam es 1705 zur sogenannten Pfälzische Kirchenteilung in der das Simultanum rückgängig gemacht wurde und die Kirchen im Land wurden mitsamt Pfarrhäusern und Schulen zwischen den Reformierten und den Katholiken im Verhältnis fünf zu zwei aufgeteilt. Sonderregelungen gab es für die drei Hauptstädte Heidelberg, Mannheim und Frankenthal sowie die Oberamtsstädte Alzey, Kaiserslautern, Oppenheim, Bacharach und Weinheim. In den Städten mit zwei Kirchen sollte die eine den Protestanten und die andere den Katholiken zufallen; in den anderen, wo nur eine Kirche bestand, der Chor vom Langhaus durch eine Mauer geschieden, und jener den Katholiken, dieses den Protestanten eingeräumt werden. Den Lutheranern wurden nur jene Kirchen zugestanden, die sie im Jahr 1624 besaßen oder danach gebaut hatten.
Bis 1737 unterstand das „Amtsvogtei Lindenfels“ dem Oberamt Heidelberg, danach wurde diese ein selbständiges Oberamt.
Die Gerichtsbarkeit und die hoheitliche Verwaltung über Oberer-Schatbach lag bei der Zent Hammelbach (auch Eicher, Affolderbacher oder Wahlheimer Zent genannt) des Oberamts Lindenfels der „Pfalzgrafschaft bei Rhein“ (im „Kurfürstentum Pfalzbayern“ ab 1777).
Nach dem Verzeichnisse von 1784 befanden sich damals 21 Familien mit 111 Seelen in 17 Häusern im Dorf. Die Gemarkung bestand aus 363 Morgen Äckern, 75 Morgen Wiesen, 3 Morgen Wald.
Es gab einen kurfürstlichen Förster, der sowohl über diese, als auch über alle anderen Waldungen der „Zent Wald-Michelbach“ und der „Zent Hammelbach“ die Aufsicht hatte.
Im Versuch einer vollständigen Geographisch-Historischen Beschreibung der Kurfürstl. Pfalz am Rheine findet sich 1786 über Ober-Scharbach:

»Ober-Scharbach. Ist dritthalb Stunden von der Stadt Lindenfels südostwärts entlegen, und
hat zu Nachbaren gegen Ost Lüzelbach; gegen Süd das folgende Dörflein Unter-Scharbach; gegen West
Zozenbach, und gegen Norden obgedachtes Hammelbach. An diesem und nachfolgendem Dörflein hatten die Kreisen von Lindenfels, und die Grafen von Erbach einen Antheil. Jener kam im J. 1423 durch Kauf, dieser aber im J. 1509 durch Vergleich an Kurpfalz. Durch den Ort flieset das oben bei Hamelbach beschriebene und in die Ulvenbach fallende Streitbächlein. Desgleichen ziehet auch die daselbst bemerkte hohe Straße ausserhalb des Dörfleins vorbei. In demselben waren im J. 1784 21 Familien, 111 Seelen, 17 Wohnstätte, und in der Gemarkung 363 M. Aecker, 75 M. Wiesen, und 3 M. Wald.«

### Vom 19. Jahrhundert bis heute

#### Ober-Scharbach wird Hessisch
Das ausgehende 18. und beginnende 19. Jahrhundert brachte Europa weitreichende Änderungen. Als Folge der Napoleonischen Kriege wurde bereits 1797 das „Linke Rheinufer“ und damit der linksrheinische Teil der Kurpfalz durch Frankreich annektiert. In seiner letzten Sitzung verabschiedete im Februar 1803 der Immerwährende Reichstag in Regensburg den Reichsdeputationshauptschluss, der die Bestimmungen des Friedens von Luneville umsetzte, und die territorialen Verhältnisse im Heiligen Römischen Reich (Deutscher Nation) neu regelte. Dabei erhielt die Landgrafschaft Hessen-Darmstadt, als Ausgleich für verlorene rechtsrheinische Gebiete, unter anderem Teile der aufgelösten Fürstentümer Kurmainz, Kurpfalz und des Worms zugesprochen. Auch das Oberamt Lindenfels und mit ihm Ober-Scharbach kam an Hessen-Darmstadt. Dort wurde das Oberamt vorläufig als hessische Amtsvogtei weitergeführt.
Unter Druck Napoléons gründete sich 1806 der Rheinbund, dies geschah mit dem gleichzeitigen Reichsaustritt der Mitgliedsterritorien.
Dies führte am 6. August 1806 zur Niederlegung der Reichskrone, womit das alte Reich aufhörte zu bestehen.
In der Landgrafschaft Hessen-Darmstadt wurde mit Ausführungsverordnung vom 9. Dezember 1803 das Gerichtswesen neu organisiert. Für das Fürstentum Starkenburg wurde das „Hofgericht Darmstadt“ als Gericht der zweiten Instanz eingerichtet. Die Rechtsprechung der ersten Instanz wurde durch die Ämter bzw. Standesherren vorgenommen. Das Hofgericht war für normale bürgerliche Streitsachen Gericht der zweiten Instanz, für standesherrliche Familienrechtssachen und Kriminalfälle die erste Instanz. Übergeordnet war das Oberappellationsgericht Darmstadt. Damit hatten die „Zent Hammelbach“ und die mit ihnen verbundenen Zentgerichte endgültig ihre Funktion eingebüßt.
Am 14. August 1806 erhob Napoleon die Landgrafschaft Hessen-Darmstadt, gegen den Beitritt zum Rheinbund und Stellung hoher Militärkontingente an Frankreich, zum Großherzogtum, andernfalls drohte er mit Invasion.
1812 wurde der Amtsbereich des „Amts Lindenfels“ aufgeteilt und Ober-Scharbach wurde dem ehemals mainzischen Amt Fürth zugewiesen.
Die übergeordnete Verwaltungsbehörde war der „Regierungsbezirk Darmstadt“ der ab 1803 auch als „Fürstentum Starkenburg“ bezeichnet wurde.
Nach der endgültigen Niederlage Napoléons regelte der Wiener Kongress 1814/15 auch die territorialen Verhältnisse für Hessen, daraufhin wurden 1816 im Großherzogtum Provinzen gebildet. Dabei wurde das vorher als „Fürstentum Starkenburg“ bezeichnete Gebiet, das aus den südlich des Mains gelegenen alten hessischen und den ab 1803 hinzugekommenen rechtsrheinischen Territorien bestand, in „Provinz Starkenburg“ umbenannt.
Im Jahr 1814 wurde die Leibeigenschaft im Großherzogtum aufgehoben und es erhielt mit der am 17. Dezember 1820 eingeführten Verfassung des Großherzogtums Hessen eine konstitutionelle Monarchie, in der der Großherzog aber noch große Machtbefugnisse hatte. Die noch bestehenden standesherrlichen Rechte wie Niedere Gerichtsbarkeit, Zehnten, Grundzinsen und andere Gefälle blieben aber noch bis 1848 bestehen.
1821 wurden im Rahmen einer umfassenden Verwaltungsreform die Ämter in den Provinzen Starkenburg und Oberhessen des Großherzogtums aufgelöst und Landratsbezirke eingeführt, wobei Ober-Scharbach zum Landratsbezirk Lindenfels kam. Im Rahmen dieser Reform wurden auch Landgerichte geschaffen, die jetzt unabhängig von der Verwaltung waren. Deren Gerichtsbezirke entsprachen in ihrem Umfang den Landratsbezirken. Für den Landratsbezirk Lindenfels war das Landgericht Fürth als Gericht erster Instanz zuständig. Diese Reform ordnete auch die Verwaltung auf Gemeindeebene neu. So war die Bürgermeisterei in Hammelbach auch für Grasellenbach, teilweise Hiltersklingen, Litzelbach und Ober-Scharbach, zuständig.
Entsprechend der Gemeindeverordnung vom 30. Juni 1821 gab es keine Einsetzungen von Schultheißen mehr, sondern einen gewählten Ortsvorstand, der sich aus Bürgermeister, Beigeordneten und Gemeinderat zusammensetzte.
Die Statistisch-topographisch-historische Beschreibung des Großherzogthums Hessen berichtet 1829 über Ober-Scharbach:

»Oberscharbach (L. Bez. Lindenfels) reform. und kath. Filialdorf; liegt 2 1⁄2 St. von Lindenfels hat 25 Häuser und 197 Einw., worunter sich 10 luth. 154 Reform. und 33 Kath. befinden. - An diesem Orte hatten die Kreiße von Lindenfels und die Schenken von Erbach Antheil, der erstere kam 1423 durch Kauf letzterer aber 1509 durch Vergleich an Churpfalz und das Ganze 1802 an Hessen.«

Im Jahr 1829 wurde im hochgelegenen Westen der Gemarkung der Ortsteil Tromm erstmals erwähnt.
1832 wurden die Verwaltungseinheiten weiter vergrößert und es wurden Kreise geschaffen. Nach der am 20. August 1832 bekanntgegebenen Neugliederung sollte es in Süd-Starkenburg künftig nur noch die Kreise Bensheim und Lindenfels geben; der Landratsbezirk von Heppenheim sollte in den Kreis Bensheim fallen. Noch vor dem Inkrafttreten der Verordnung zum 15. Oktober 1832 wurde diese aber dahingehend revidiert, dass statt des Kreises Lindenfels neben dem Kreis Bensheim der Kreis Heppenheim als zweiter Kreis gebildet wurde, zu dem jetzt Ober-Scharbach gehörte.
1842 wurde das Steuersystem im Großherzogtum reformiert und der Zehnte und die Grundrenten (Einnahmen aus Grundbesitz) wurden durch ein Steuersystem ersetzt, wie es in den Grundzügen heute noch existiert.
Im Neuestes und gründlichstes alphabetisches Lexicon der sämmtlichen Ortschaften der deutschen Bundesstaaten von 1845 heißt es:

»Ober-Scharbach b. Lindenfels. – Dorf, zur evangel., resp. kathol. Pfarrei Waldmichelbach gehörig. – 25 H. 197 (meistens evangel.) E. – Großherzogth. Hessen. – Provinz Starkenburg. – Kreis Heppenheim. – Landger. Fürth. – Hofger. Darmstadt. – Das Dorf Ober-Scharbach gehört seit dem Jahre 1802 zum Großherzogthume Hessen.«

Infolge der Märzrevolution 1848 wurden mit dem „Gesetz über die Verhältnisse der Standesherren und adeligen Gerichtsherren“ vom 15. April 1848 die standesherrlichen Sonderrechte endgültig aufgehoben.
Darüber hinaus wurden in den Provinzen, die Kreise und die Landratsbezirke des Großherzogtums am 31. Juli 1848 abgeschafft und durch „Regierungsbezirke“ ersetzt, wobei die bisherigen Kreise Bensheim und Heppenheim zum Regierungsbezirk Heppenheim vereinigt wurden. Bereits vier Jahre später, im Laufe der Reaktionsära, kehrte man aber zur Einteilung in Kreise zurück und Ober-Scharbach wurde Teil des neu geschaffenen Kreises Lindenfels.
Die im Dezember 1852 aufgenommenen Bevölkerungs- und Katasterlisten ergaben für Oberscharbach: Reformatorisches und katholisches Filialdorf mit 222 Einwohnern. Die Gemarkung besteht aus 808 Morgen, davon 461 Morgen Ackerland, 127 Morgen Wiesen und 192 Morgen Wald.
In den Statistiken des Großherzogtums Hessen werden, bezogen auf Dezember 1867, für das Filialdorf Ober-Scharbach mit der Bürgermeisterei in Unter-Scharbach, 30 Häuser, 195 Einwohnern, der Kreis Lindenfels, das Landgericht Wald-Michelbach, die evangelische reformierte Pfarrei Wald-Michelbach des Dekanats Lindenfels und die katholische Pfarrei Wald-Michelbach des Dekanats Heppenheim, angegeben.
1870 provoziert der preußische Ministerpräsident Otto von Bismarck durch die sogenannte Emser Depesche den Deutsch-Französischen Krieg, in dem das Großherzogtum Hessen als Mitglied des Norddeutschen Bundes an der Seite Preußens teilnahm. Noch vor dessen offiziellen Ende am 10. Mai 1871 traten die süddeutschen Staaten dem Norddeutschen Bund bei und am 1. Januar 1871 trat dessen neu Verfassung in Kraft, mit der er sich nun Deutsches Reich nannte.
Auf deutscher Seite forderte dieser Krieg ca. 41.000 Tote. Mit dem Reichsmünzgesetz gab es Deutschland nur noch eine Währung, die Mark mit 100 Pfennigen als Untereinheit.
Nachdem das Großherzogtum Hessen ab 1871 Teil des Deutschen Reiches war, wurden 1874 eine Reihe von Verwaltungsreformen beschlossen. So wurden die landesständige Geschäftsordnung sowie die Verwaltung der Kreise und Provinzen durch Kreis- und Provinzialtage geregelt. Die Neuregelung trat am 12. Juli 1874 in Kraft und verfügte auch die Auflösung der Kreise Lindenfels und Wimpfen und die Wiedereingliederung Ober-Scharbach in den Kreis Heppenheim.
Am Ende des 19. Jahrhunderts kündigt sich langsam das Industriezeitalter an. Verbesserungen der Infrastruktur ergeben sich durch den Bau von Eisenbahnlinien. Im Jahr 1869 wurde die Eröffnung der Nibelungenbahn von Worms über Lorsch nach Bensheim gefeiert, wo sie Anschluss an die bereits 1846 fertiggestellten Main-Neckar-Bahn hatte.
Für das Jahr 1900 waren weitere Infrastrukturverbesserungen zu vermelden, so wurde bei Worms sowohl die Ernst-Ludwig-Brücke für den Straßenverkehr, als auch die Eisenbahnbrücke über den Rhein dem Verkehr übergeben. Dass die Zeiten aber auch von viel Armut geprägt waren, zeigen die Zahlen der Auswanderer. So wurden von 1881 bis 1900 529.875 deutsche Auswanderer gezählt.
Am 1. Januar 1900 trat im ganzen deutschen Reich das Bürgerliche Gesetzbuch in Kraft.

#### Zeit der Weltkriege
Am 1. August 1914 brach der Erste Weltkrieg aus, der im ganzen Deutschen Reich der positiven wirtschaftlichen Entwicklung ein Ende setzte. Als nach der deutschen Niederlage am 11. November 1918 der Waffenstillstand unterschrieben wurde, hatte auch Ober-Scharbach viele Gefallene zu beklagen, während der Krieg insgesamt rund 17 Millionen Menschenopfer kostete.
Das Ende des Deutschen Kaiserreiches war damit besiegelt, und die unruhigen Zeiten der Weimarer Republik folgten. In der Zeit von 1921 bis 1930 wurden in Deutschland 566.500 Auswanderer gezählt, die versuchten, den schwierigen Verhältnissen in Deutschland zu entfliehen.
Am 30. Januar 1933 wurde Adolf Hitler Reichskanzler, was das Ende der Weimarer Republik und den Beginn der Nationalsozialistischen Diktatur bedeutete.
Die hessischen Provinzen Starkenburg, Rheinhessen und Oberhessen wurden 1937 nach der 1936 erfolgten Auflösung der Provinzial- und Kreistage aufgehoben. Zum 1. November 1938 trat dann eine umfassende Gebietsreform auf Kreisebene in Kraft. In der ehemaligen Provinz Starkenburg war der Kreis Bensheim besonders betroffen, da er aufgelöst und zum größten Teil dem Kreis Heppenheim zugeschlagen wurde. Der Kreis Heppenheim übernahm auch die Rechtsnachfolge des Kreises Bensheim und erhielt den neuen Namen Landkreis Bergstraße.
Am 1. September 1939 begann mit dem Einmarsch deutscher Truppen in Polen der Zweite Weltkrieg, der in seinen Auswirkungen noch weit dramatischer war als der Erste Weltkrieg und dessen Opferzahl auf 60 bis 70 Millionen Menschen geschätzt werden.
In der Endphase des Zweiten Weltkrieges in Europa erreichen die amerikanischen Verbände Mitte März 1945 den Rhein zwischen Mainz und Mannheim. Am 22. März überquerte die 3. US-Armee bei Oppenheim den Rhein und besetzte am 25. März Darmstadt. In den ersten Stunden des 26. März 1945 überquerten amerikanische Einheiten bei Hamm und südlich von Worms den Rhein von wo sie auf breiter Front gegen die Bergstraße vorrücken. Am 27. März standen die amerikanischen Truppen in Lorsch, Bensheim und Heppenheim und einen Tag später waren Aschaffenburg am Main sowie der westliche und nördlichen Teil des Odenwaldes besetzt. Der Krieg in Europa endete mit der bedingungslosen Kapitulation aller deutschen Truppen, die am 8. Mai 1945 um 23:01 Uhr mitteleuropäischer Zeit in Kraft trat.
Das Großherzogtum Hessen war von 1815 bis 1866 ein Mitgliedsstaat des Deutschen Bundes und danach ein Bundesstaat des Deutschen Reiches. Es bestand bis 1919, nach dem Ersten Weltkrieg wurde das Großherzogtum zum republikanisch verfassten Volksstaat Hessen. 1945 nach Ende des Zweiten Weltkriegs befand sich das Gebiet des heutigen Hessen in der amerikanischen Besatzungszone und durch Weisung der Militärregierung entstand Groß-Hessen, aus dem das Bundesland Hessen in seinen heutigen Grenzen hervorging.

#### Nachkriegszeit und Gegenwart
Wie die Einwohnerzahlen von 1939 und 1946 zeigen hatte auch Ober-Scharbach nach dem Krieg viele Flüchtlinge und Vertriebene aus den ehemaligen deutschen Ostgebieten zu verkraften.
Die Gemeinde Ober-Scharbach schloss sich am 1. Juli 1953 mit der Gemeinde Unter-Scharbach zur Gemeinde Scharbach zusammen.Zusammenschluß der Gemeinden Ober- und Unter-Scharbach in Landkreis Bergstraße, Regierungsbezirk Darmstadt, zu einer Gemeinde mit dem Namen „Scharbach“ vom 11. August 1953. In: Der Hessische Minister des Innern (Hrsg.): Staatsanzeiger für das Land Hessen. 1953 Nr. 35, S. 759, Punkt 989 (Online beim Informationssystem des Hessischen Landtags [PDF; 3,2 MB]).
Im Rahmen der Gebietsreform in Hessen wurde Scharbach am 1. August 1972 in die Gemeinde Grasellenbach eingegliedert. Ortsbezirke nach der Hessischen Gemeindeordnung wurden nicht errichtet.

### Gerichtszugehörigkeit in Hessen
In der Landgrafschaft Hessen-Darmstadt wurde mit Ausführungsverordnung vom 9. Dezember 1803 das Gerichtswesen neu organisiert. Für das Fürstentum Starkenburg wurde das „Hofgericht Darmstadt“ als Gericht der zweiten Instanz eingerichtet. Die Rechtsprechung der ersten Instanz wurde durch die Ämter, Standesherren und Patrimonialgerichte wahrgenommen. Für Ober-Scharbach war das Amt Lindenfels zuständig. Ab 1813 war dann das neu gebildete Justizamt in Fürth die erste Instanz. Das Hofgericht Darmstadt war für normale bürgerliche Streitsachen Gericht der zweiten Instanz, für standesherrliche Familienrechtssachen und Kriminalfälle die erste Instanz. Übergeordnet war das Oberappellationsgericht Darmstadt.
Mit Einrichtung der Landgerichte im Großherzogtum Hessen war ab 1821 das Landgericht Fürth als Gericht erster Instanz für Ober-Scharbach zuständig. 1853 wurde aus dessen Gerichtsbezirk ein neuer Landgerichtsbezirk ausgegliedert, das Landgericht Waldmichelbach, zu dem nun auch Ober-Scharbach gehörte.
Anlässlich der Einführung des Gerichtsverfassungsgesetzes mit Wirkung vom 1. Oktober 1879, infolge derer die bisherigen großherzoglich hessischen Landgerichte durch Amtsgerichte an gleicher Stelle ersetzt wurden, während die neu geschaffenen Landgerichte nun als Obergerichte fungierten, wurde nun das Amtsgericht Wald-Michelbach im Bezirk des Landgerichts Darmstadt zuständig.
1943 wurde der Amtsgerichtsbezirk Wald-Michelbach kriegsbedingt vorübergehend aufgelöst, dem Amtsgericht Fürth zugeordnet und dort als Zweigstelle geführt, was nach dem Krieg wieder rückgängig gemacht wurde. Zum 1. Juli 1968 wurde dann das Amtsgericht Wald-Michelbach aufgelöst, womit Ober-Scharbach wieder und endgültig in die Zuständigkeit des Amtsgerichts Fürth kam.

### Verwaltungsgeschichte im Überblick
Die folgende Liste zeigt die Staaten und Verwaltungseinheiten, denen Ober-Scharbach angehört(e):
- vor 1737: Heiliges Römisches Reich, Pfalzgrafschaft bei Rhein, Oberamt Heidelberg, Amt Lindenfels, Zent Hammelbach
- ab 1737: Heiliges Römisches Reich, Pfalzgrafschaft bei Rhein, Oberamt Lindenfels, Zent Hammelbach
- ab 1777: Heiliges Römisches Reich, Kurfürstentum Pfalzbayern, Pfalzgrafschaft bei Rhein, Oberamt Lindenfels, Zent Hammelbach
- ab 1803: Heiliges Römisches Reich, Landgrafschaft Hessen-Darmstadt,[Anm. 2] Fürstentum Starkenburg, Amt Lindenfels
- ab 1806: Großherzogtum Hessen,[Anm. 3] Fürstentum Starkenburg, Amt Lindenfels[25]
- ab 1812: Großherzogtum Hessen, Fürstentum Starkenburg, Amt Fürth
- ab 1815: Großherzogtum Hessen,[Anm. 4] Provinz Starkenburg, Amt Fürth
- ab 1821: Großherzogtum Hessen, Provinz Starkenburg, Landratsbezirk Lindenfels[Anm. 5]
- ab 1832: Großherzogtum Hessen, Provinz Starkenburg, Kreis Heppenheim
- ab 1848: Großherzogtum Hessen, Regierungsbezirk Heppenheim
- ab 1852: Großherzogtum Hessen, Provinz Starkenburg, Kreis Lindenfels
- ab 1871: Deutsches Reich,[Anm. 6] Großherzogtum Hessen, Provinz Starkenburg, Kreis Lindenfels
- ab 1874: Deutsches Reich, Großherzogtum Hessen, Provinz Starkenburg, Kreis Heppenheim
- ab 1918: Deutsches Reich, Volksstaat Hessen,[Anm. 7] Provinz Starkenburg, Kreis Heppenheim
- ab 1938: Deutsches Reich, Volksstaat Hessen, Landkreis Bergstraße[26][Anm. 8]
- ab 1945: Amerikanische Besatzungszone, Groß-Hessen, Regierungsbezirk Darmstadt, Landkreis Bergstraße
- ab 1946: Amerikanische Besatzungszone,[Anm. 9] Land Hessen, Regierungsbezirk Darmstadt, Landkreis Bergstraße
- ab 1949: Bundesrepublik Deutschland, Land Hessen, Regierungsbezirk Darmstadt, Landkreis Bergstraße
- ab 1953: Bundesrepublik Deutschland, Land Hessen, Regierungsbezirk Darmstadt, Landkreis Bergstraße, Gemeinde Scharbach[Anm. 10]
- ab 1972: Bundesrepublik Deutschland, Land Hessen, Regierungsbezirk Darmstadt, Landkreis Bergstraße, Gemeinde Grasellenbach[Anm. 11]

### Einwohnerentwicklung
| • 1613: | 6 Hausgesesse; Leibeigene: 4 Männer und 5 Frauen |
| • 1784: | 111 Seelen, 17 Wohnstättem mit 21 Familien       |
| • 1829: | 197 Einwohner, 25 Häuser                         |
| • 1867: | 195 Einwohner, 30 Häuser                         |

| Ober-Scharbach/Scharbach: Einwohnerzahlen von 1784 bis 1970 | Ober-Scharbach/Scharbach: Einwohnerzahlen von 1784 bis 1970 | Ober-Scharbach/Scharbach: Einwohnerzahlen von 1784 bis 1970 | Ober-Scharbach/Scharbach: Einwohnerzahlen von 1784 bis 1970 | Ober-Scharbach/Scharbach: Einwohnerzahlen von 1784 bis 1970 |
| --- | ----------------------------------------------------------- | ----------------------------------------------------------- | ----------------------------------------------------------- | ----------------------------------------------------------- |
| Jahr |                                                             |                                                             |                                                             | Einwohner                                                   |
| 1784 | 1784                                                        |                                                             | 111                                                         | 111                                                         |
| 1806 | 1806                                                        |                                                             | 96                                                          | 96                                                          |
| 1829 | 1829                                                        |                                                             | 197                                                         | 197                                                         |
| 1834 | 1834                                                        |                                                             | 166                                                         | 166                                                         |
| 1840 | 1840                                                        |                                                             | 186                                                         | 186                                                         |
| 1846 | 1846                                                        |                                                             | 197                                                         | 197                                                         |
| 1852 | 1852                                                        |                                                             | 222                                                         | 222                                                         |
| 1858 | 1858                                                        |                                                             | 244                                                         | 244                                                         |
| 1864 | 1864                                                        |                                                             | 207                                                         | 207                                                         |
| 1871 | 1871                                                        |                                                             | 196                                                         | 196                                                         |
| 1875 | 1875                                                        |                                                             | 186                                                         | 186                                                         |
| 1885 | 1885                                                        |                                                             | 170                                                         | 170                                                         |
| 1895 | 1895                                                        |                                                             | 173                                                         | 173                                                         |
| 1905 | 1905                                                        |                                                             | 163                                                         | 163                                                         |
| 1910 | 1910                                                        |                                                             | 164                                                         | 164                                                         |
| 1925 | 1925                                                        |                                                             | 145                                                         | 145                                                         |
| 1939 | 1939                                                        |                                                             | 166                                                         | 166                                                         |
| 1946 | 1946                                                        |                                                             | 275                                                         | 275                                                         |
| 1950 | 1950                                                        |                                                             | 247                                                         | 247                                                         |
| 1956 | 1956                                                        |                                                             | 456                                                         | 456                                                         |
| 1961 | 1961                                                        |                                                             | 458                                                         | 458                                                         |
| 1967 | 1967                                                        |                                                             | 460                                                         | 460                                                         |
| 1970 | 1970                                                        |                                                             | 453                                                         | 453                                                         |
| Datenquelle: Historisches Gemeindeverzeichnis für Hessen: Die Bevölkerung der Gemeinden 1834 bis 1967. Wiesbaden: Hessisches Statistisches Landesamt, 1968. Weitere Quellen: LAGIS; 1806 |                                                             |                                                             |                                                             |                                                             |

## Verkehr
Für den Straßenverkehr ist Ober-Scharbach durch die Kreisstraße K 27 a erschlossen, die von Unter-Scharbach kommt und ganz Ober-Scharbach bis zum Ortsteil Tromm durchzieht, um dort zu enden.